# Erbovní plášť a stan
Erbovní plášť nebo stan je součást velkého znaku panovníků a vysoké šlechty. Je to honosný látkový závěs (drapérie) na způsob pláště, který obklopuje celý štít, splývá z koruny a je vyvázán zlatými sňůrami se střapci po obou stranách, odkud pak volně zavěšen visí dolů. Vedle zlatých sňůr se střapci jsou pláště a stany lemovány zlatými třásněmi a bývají podšité hermelínem.
I když se pláště a stany od barokní doby velmi rozšířily, ne všechny evropské monarchie užívají dnes stan nebo plášť jako součást svého státního znaku: např. Velká Británie, Rakousko-Uhersko, Dánsko nebo Norsko používají jednodušší znaky.

## Plášť

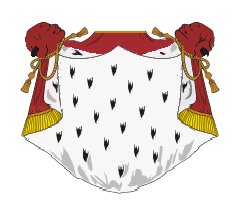
Obyčejný plášť

Plášť (ang. mantle, něm. Wappenmantel, fr. manteau) vychází z hodnostní korunky a celý zbytek znaku se nachází na plášti. V rozích byl převázán šňůrkami, jejichž počet symbolizoval postavení držitele erbu. Na stranách pláště byly obvykle záhyby, jež také symbolizovaly hodnost majitele (tři náležely císaři/králi). Plášť je vyhrazen vyšší šlechtě, evropským knížatům, vévodům, duchovním rytířským řádům a také bývalým bezprostředním hrabatům. V současné době používá plášť místo stanu i většina evropských královských dynastií a království a také Jordánské Hášimovské království (současně je to i znak dynastie Hášimovců).
Velká část plášťů je purpurová (červená), ale objevují se i jiné tinktury např. modrá (Francie), černá (řád Maltézských rytířů) nebo zlatá (francouzští vévodové nebo říšská knížata).

Příklady plášťů
Černý znak Maltézských rytířů
Černý znak řádu sv. Lazara

## Stan
Stan (ang. pavilon, něm. Wappenzelt, fr. pavillon) je v mnohém podobný plášti; liší se tím, že nevychází z koruny, ale z kopule s laloky a střapci, na níž spočívá koruna (císařská nebo královská). V rozích je převázán šňůrkami, jejichž počet symbolizoval postavení držitele erbu (nejvíce, 2 a půl náleželo císaři). Na stranách stanu byly obvykle záhyby, jež také symbolizovaly hodnost majitele (tři náležely císaři/králi). Stan používali jenom svrchovaní panovníci. Užívání stanů přísluší tedy pouze císařům, králům a velkovévodům (ale jen s průhlednou kr. korunou). Za svůj vznik vděčí stan francouzskému králi Ludvíku XIV., který jeho pomocí začal vyjadřovat zvýšený lesk svého majestátu.
Většina stanů je purpurová (červená), ale existují i výjimky jako zlatý stan z velkého znaku Německého císařství nebo stan ze znaku francouzského království, který je modrý.
Také stany mohou být na vnější straně poseté určitými erbovními tinkturami – např. orlice, zlaté lilie, atd...

Příklady stanů
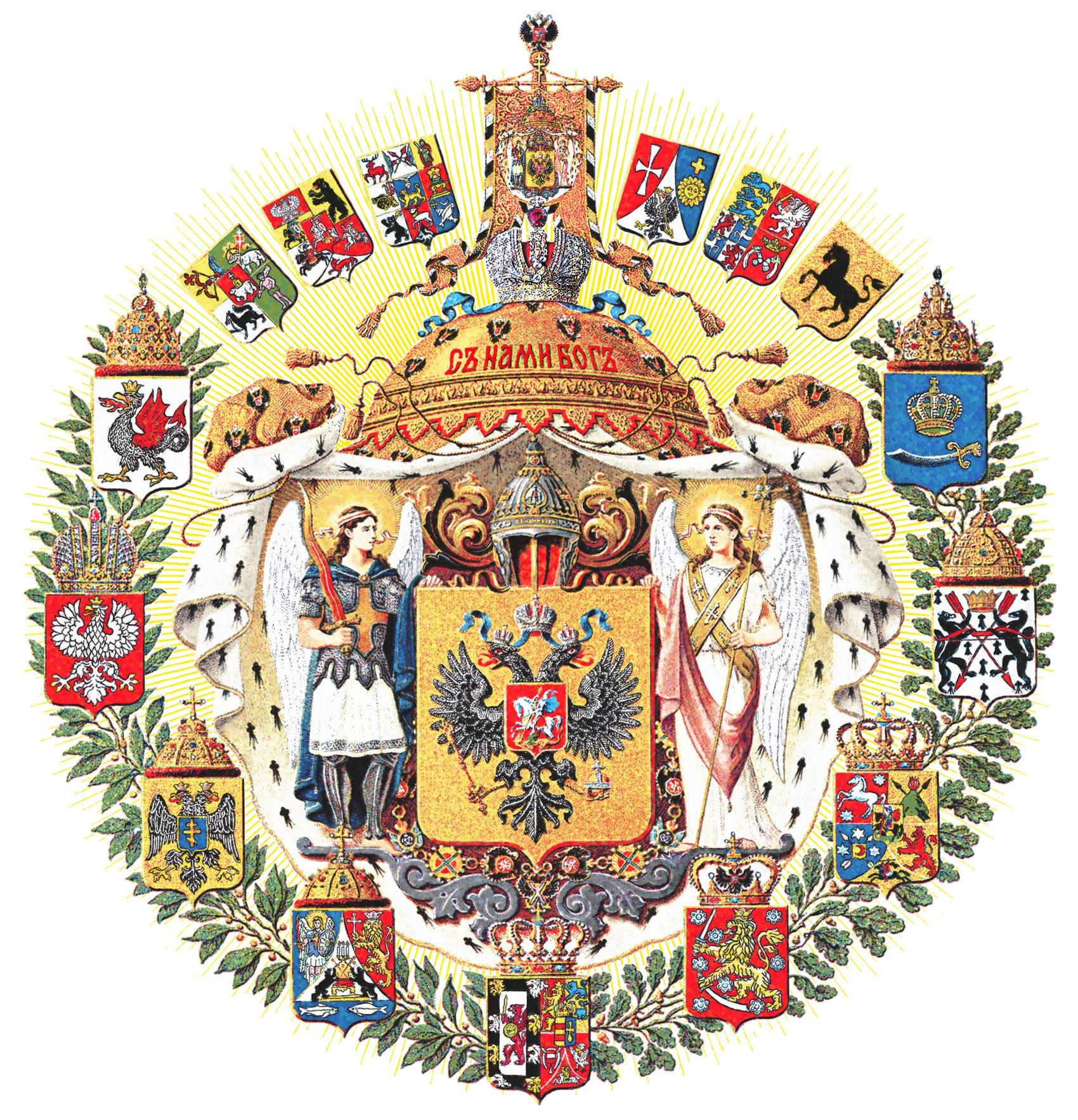
Velký znak Ruského impéria, zlatý s orlicemi  Presented drawing of Artist Igor Barbe, 2006, "Greater Coat of Arms of the Russian Empire" 1882-1917
Velký znak Německého císařství, zlatý s orlicemi
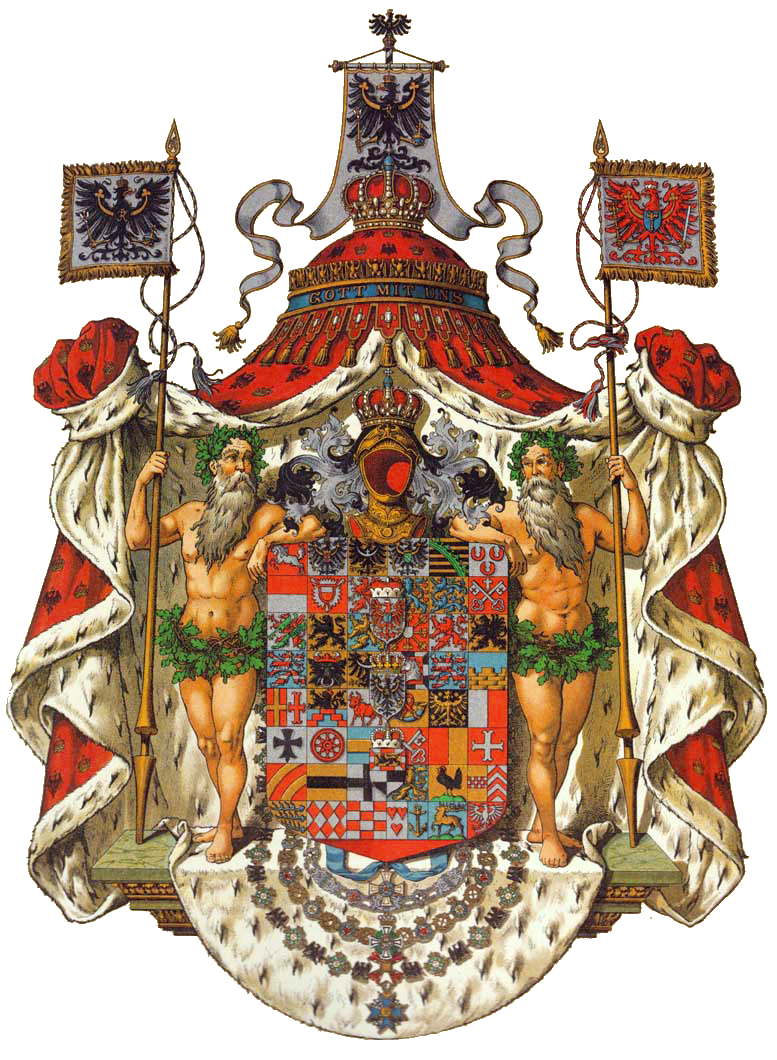
Velký znak Pruského království, rudý s orlicemi
Velký znak Brazilského císařství, zeleno-zlatý
Znak francouzského království, modrý s liliemi
Purpurový znak Stanislava Leszczynského s rybami a orlicemi
Neobvyklý bílý znak Thajska v letech 1873-1910